# Ким Ёнджа
Ким Ёнджа (кор. 김연자, 金蓮子, Kim Yŏnja; род. 25 января 1959 года в Кванджу, Республика Корея) — южнокорейская певица, исполнительница в японском жанре энка.
В 1987 году выиграла специальный приз за песню «Asa noKuni Kara». Пела официальный гимн Олимпийских игр в Сеуле 1988 года.
Ким Ёнджа успевает заниматься благотворительностью. Она собирала пожертвования пострадавшим от извержения вулкана Unzen в 1993 году и пострадавшим от великого землетрясения Hanshin в 1995 году, организуя концерты в Японии. Также часто проводит благотворительные концерты в Корее.
Известна певица также в Японии.